# Magdalena (film 1971)
Magdalena (wł. Maddalena) – włosko-jugosłowiański dramat psychologiczny z 1971 roku w reżyserii i według scenariusza Jerzego Kawalerowicza.

## Fabuła
Historia młodej kobiety, poszukującej desperacko prawdziwej miłości oraz pragnącego jej katolickiego księdza, który wątpi w to, iż poradzi sobie z własnym celibatem.

## Obsada
- Lisa Gastoni – Maddalena
- Eric Woofe – ksiądz
- Ivo Garrani – mąż Maddaleny
- Paolo Gozlino – rybak
- Barbara Pilavin – matka księdza
- Ezio Marano – kościelny
- Paolo Bonacelli
- Ernesto Colli – więzień
- Ermelinda De Felice
- Vera Drudi
- Pietro Fumelli
- Nando Gazzolo
- Brizio Montinaro
- Umberto Orsini
- Rosita Torosh

## Produkcja
Zdjęcia kręcono w Rzymie i okolicach (Fiano Romano, Monterotondo i Monte Porzio Catone w prowincji Rzym; Vasanello w prowincji Viterbo).

## Muzyka
Film znany jest z utworów: „Come Maddalena” i „Chi Mai” autora całości ścieżki dźwiękowej, Ennio Morricone. Oba utwory pojawiły się po raz pierwszy w filmie Magdalena, później zaś zostały nagrane i wydane na singlu "Disco 78" w 1977 roku.